# Římskokatolická farnost Bohuňov
Římskokatolická farnost Bohuňov je územní společenství římských katolíků v obci Bohuňov s farním kostelem svatého Jiljí. Farnost je součástí boskovického děkanství v rámci brněnské diecéze. Do farnosti patří kromě Bohuňova ještě Horní Poříčí, Hutě a Veselka.

## Historie farnosti
První písemná zmínka o obcí je z roku 1382. Kostel sv. Jiljí byl postavený v roce 1820 v duchu klasicismu.

## Duchovní správci
Administrátorem excurrendo byl od července 1988 do července 2014 R. D. Mgr. Zdeněk Veith z křetínské farnosti. Od 1. srpna 2014 byl administrátorem excurrendo ustanoven R. D. Mgr. Michal Polenda z téže farnosti.

## Bohoslužby
| Kostel               | Místo        | Bohoslužba (den) | Hodina     | Poznámka     |
| -------------------- | ------------ | ---------------- | ---------- | ------------ |
| svatého Jiljí        | Bohuňov      | neděle pátek     | 7.15 15.30 | farní kostel |
| Panny Marie Bolestné | Horní Poříčí |                  |            |              |

## Aktivity ve farnosti
Každoročně se koná tříkrálová sbírka. V roce 2017 dosáhl výtěžek sbírky v Bohuňově 7 390 korun.
Den vzájemných modliteb farností za bohoslovce a bohoslovců za farnosti brněnské diecéze i Adorační den připadá na 4. ledna.